# Ajatar
Ajatar (auch Ajattara oder Aijo) ist ein böser Waldgeist in der Gestalt eines Drachen in der finnischen Mythologie. Es wird gesagt, dass Ajatar die Mutter des Teufels ist, Krankheiten und Seuchen verbreitet und Schlangen stillt. Jeder, der sie anschaut, wird dabei selbst krank.
Anderen Überlieferungen zufolge ist Ajatara ein betörend schöner, weiblicher Schutzgeist, dem die männlichen Götter zu Füßen liegen. Sie soll in ein durchsichtiges Kleid aus Irrlichtern gehüllt sein  und das bezauberndste Lachen des ganzen Himmels haben.
In der finnischen Übersetzung von Astrid Lindgrens Buch Ronja Räubertochter wird "Ajattara" für die vildvittror verwendet (in der deutschen Fassung "Wilddruden", fliegende, gefährliche Kreaturen mit einem Frauenkopf ähnlich den Harpyien).